# Thomas E. Ackerman
Thomas Edward Ackerman (* 14. September 1948 in Cedar Rapids, Iowa) ist ein US-amerikanischer Kameramann.

## Leben
Thomas E. Ackerman studierte an der University of Iowa, wo er bereits seine ersten Filmkurse belegte. Anschließend arbeitete er ab 1968 für den Dokumentarfilmer Charles Guggenheim. Nachdem er seine Wehrpflicht bei der United States Air Force ableistete, kehrte er zu Guggenheim zurück, bevor er 1973 nach Los Angeles zog. Dort konnte er dank der Hilfe seines Air-Force-Kameraden Mike Robe beim Film Fuß fassen. Mit dem von Emmett Alston inszenierten Horrorfilm Rocknacht des Grauens debütierte Ackerman 1980 als Kameramann für einen Langspielfilm. Seitdem war er unter anderem für die Kamera von Kinofilmen wie Beetlejuice, Jumanji und Scary Movie 4 verantwortlich.

## Filmografie (Auswahl)
- 1980: Rocknacht des Grauens (New Year's Evil)
- 1984: Frankenweenie
- 1986: Mach’s noch mal, Dad (Back to School)
- 1988: Beetlejuice
- 1989: Schöne Bescherung (National Lampoon's Christmas Vacation)
- 1991: Der große Blonde mit dem schwarzen Fuß (True Identity)
- 1993: Dennis (Dennis the Menace)
- 1994: Juniors freier Tag (Baby's Day Out)
- 1995: Jumanji
- 1997: George – Der aus dem Dschungel kam (George of the Jungle)
- 1999: Der Onkel vom Mars (My Favorite Martian)
- 1999: Die Muse (The Muse)
- 2000: Beautiful Joe
- 2000: Die Abenteuer von Rocky & Bullwinkle (The Adventures of Rocky & Bullwinkle)
- 2001: Rat Race – Der nackte Wahnsinn (Rat Race)
- 2002: Snowdogs – Acht Helden auf vier Pfoten (Snow Dogs)
- 2003: Dickie Roberts: Kinderstar (Dickie Roberts: Former Child Star)
- 2003: Die Schlachten von Shaker Heights (The Battle of Shaker Heights)
- 2004: Anchorman – Die Legende von Ron Burgundy (Anchorman: The Legend of Ron Burgundy)
- 2005: Sind wir schon da? (Are We There Yet?)
- 2006: Die Bankdrücker (The Benchwarmers)
- 2006: Scary Movie 4
- 2007: Balls of Fury
- 2008: Superhero Movie
- 2009: Fired Up!
- 2009: Infestation – Nur ein toter Käfer ist ein guter Käfer
- 2011: Alvin und die Chipmunks 3: Chipbruch (Alvin and the Chipmunks: Chipwrecked)